# كريس ليدل
كريس ليدل هو فاعل خير وشخصية أعمال وسياسي نيوزيلندي، ولد في 24 أبريل 1958 في مطماطة في نيوزيلندا. نشط حزبياً في الحزب الجمهوري. وقد انتخب نائب رئيس موظفي البيت الأبيض (19 مارس 2018 – ).